# Гаваики
Гаваики (Аваики) — мифическая страна-прародина народов Полинезии; место, откуда они расселились, и куда после смерти возвращаются души достойных людей, героев и вождей. Гаваики не всегда выступает в мифах в роли такой страныː в частности, по представлениям западных полинезийцев, они отправляются в страну Пулоту, расположенную на западе. На Островах Кука и Маркизских островах название со временем стало использоваться как обозначение подземного мира, аналогичного аду.
Новозеландцы считали Гаваики местом, где обитал Мауи. Там также располагался особый храм.

## Предположительное местонахождение

Пути миграции полинезийцев

Как правило, верования жителей островов Полинезии располагали Гаваики на западе; именно с самой западной точки острова туда должны были отправляться души умерших. Однако в Новой Зеландии место, откуда души отправлялись в Гаваики, было самой северной точкой Северного острова. Одна из новозеландских легенд располагает Гаваики «там, где восходит красное солнце».
Исследователь Те Ранги Хироа предполагал, что Гаваики — одно из названий острова Раиатеаː одного из Подветренных островов архипелага острова Общества. Именно там, в местности Опоа, находился крупный культовый центр, в котором кодифицировались полинезийские традиции. Высказывались также версии о том, что Гаваики — это Гавайи, или же остров Савайи в составе Самоа; их обитатели, тем не менее, сохраняли верования о Гаваики как о прародине.